# Vòng loại Giải vô địch bóng đá nữ U-19 châu Á 2009
Vòng loại Giải vô địch bóng đá nữ U-19 châu Á 2009 diễn ra tại Malaysia từ tháng 10 tới tháng 11 năm 2008 nhằm chọn ra các đội tuyển tham dự vòng chung kết.

## Vòng bảng

### Bảng A
| Đội         | Tr | T | H | B | BT | BB | HS  | Đ  |
| ----------- | -- | - | - | - | -- | -- | --- | -- |
| Hàn Quốc    | 5  | 5 | 0 | 0 | 66 | 0  | +66 | 15 |
| Việt Nam    | 5  | 4 | 0 | 1 | 33 | 6  | +27 | 12 |
| Myanmar     | 5  | 3 | 0 | 2 | 22 | 11 | +11 | 9  |
| Jordan      | 5  | 2 | 0 | 3 | 17 | 21 | −4  | 6  |
| Philippines | 5  | 1 | 0 | 4 | 2  | 42 | −40 | 3  |
| Singapore   | 5  | 0 | 0 | 5 | 2  | 62 | −60 | 0  |

| Jordan | 0 – 11  | Hàn Quốc |
| ------ | ------- | --- |
|        | Báo cáo | Lee Sae-yum 6', 56' · Kim Na-rae 21' · Hyun Hye-Ji 30', 55' · Jung Hae-In 64', 69', 77' · Kwon Eun-Som 67', 90' · Kim Jin-young 81' |

| Việt Nam | 12 – 0  | Singapore |
| --- | ------- | --------- |
| Trần Thị Thu 4', 65', 84' · Lê Thu Thanh Hương 10', 39' · Nguyễn Thị Hòa 30', 45' · Phùng Thị Nhung 54' · Hoàng Minh Thu 56' · Trịnh Ngọc Hoa 72' · Nguyễn Thị Hương 87' · Nguyễn Hương Giang 89' | Báo cáo |           |

| Myanmar                                                                                              | 8 – 0   | Philippines |
| --- | ------- | ----------- |
| Moe Sandar Aung 7', 29', 30' · Su Pyay Mon 19', 60' (ph.đ.) · San Ei Phyu 43' · Nan Kham Mo 67', 71' | Báo cáo |             |

| Hàn Quốc | 20 – 0  | Philippines |
| --- | ------- | ----------- |
| Kim Na-rae 8' (ph.đ.) · Kang Yu-Mi 14', 15', 42' · Kim Hye-ri 27', 64' · Kong Hye-Won 28', 30', 62' · Park Sung-eun 34' · Lee Sae-yum 49', 58', 69' · Kim Jin-young 55', 81' · Kwon Eun-Som 70', 75', 82' · Moon Mi-ra 78', 84' | Báo cáo |             |

| Myanmar | 0 – 4   | Việt Nam                                                                           |
| ------- | ------- | ---------------------------------------------------------------------------------- |
|         | Báo cáo | Nguyễn Thị Nguyệt 9' · Nguyễn Thị Hòa 12' · Phùng Thị Nhung 16' · Trần Thị Thu 85' |

| Jordan | 13 – 1  | Singapore     |
| --- | ------- | ------------- |
| Al-Nahar 17', 19', 40', 75', 82', 90' · Al-Masri 21', 77' · Al-Majali 27', 35' · Jebreen 73' · Mohammad Al-Hyasat 90' | Báo cáo | Charmaine 79' |

| Philippines | 0 – 2   | Jordan                 |
| ----------- | ------- | ---------------------- |
|             | Báo cáo | Amin Al-Masri 38', 47' |

| Singapore | 0 – 11  | Myanmar |
| --------- | ------- | --- |
|           | Báo cáo | Moe Sandar Aung 3', 61', 66', 90' · Khin Mar Lin 11' · Zin Mar Win 13', 62' · Yei Yei Oo 22' · Nan Kham Mo 30', 75' · Su Mon Aung 69' |

| Hàn Quốc                                                                                         | 6 – 0   | Việt Nam |
| ------------------------------------------------------------------------------------------------ | ------- | -------- |
| Park Sung-eun 15' · Lim Seon-Joo 39' · Lee Sae-yum 46' · Jung Hae-In 55', 71' · Kang Yu-Mi 90+1' | Báo cáo |          |

| Việt Nam                                                                                               | 11 – 0  | Philippines |
| --- | ------- | ----------- |
| Phùng Thị Nhung 13', 74', 79', 86' · Trần Thị Thu 61', 72', 87' · Nguyễn Thị Nguyệt 68', 77', 85', 90' | Báo cáo |             |

| Singapore | 0 – 24  | Hàn Quốc |
| --------- | ------- | --- |
|           | Báo cáo | Kim Jin-young 5', 40', 76' · Moon Mi-ra 10', 74', 88' · Kong Hye-Won 12', 18', 20', 25' · Kim Pur-eun 17' · Park Sung-eun 21', 27', 46', 66', 67' · Kim Na-rae 24', 32', 55', 86' · Choe Jeon-Hui 34' · Lee Eun-Ji 45' · Kim Hye-ri 70', 81' |

| Myanmar                                              | 3 – 2   | Jordan                             |
| ---------------------------------------------------- | ------- | ---------------------------------- |
| Nan Kham Mo 16' · Su Pyay Mon 28' · Yei Yei Oo 45+2' | Báo cáo | Mahmoud Jebreen 2' · Al-Majali 63' |

| Philippines          | 2 – 1   | Singapore                 |
| -------------------- | ------- | ------------------------- |
| Mara Krstia 10', 61' | Báo cáo | Binte Jeilani 68' (ph.đ.) |

| Jordan | 0 – 6   | Việt Nam |
| ------ | ------- | --- |
|        | Báo cáo | Nguyễn Thị Nguyệt 5' · Hoàng Minh Thu 13' · Phùng Thị Nhung 33' · Nguyễn Thị Hòa 35' · Lê Thu Thanh Hương 62' · Phạm Thị Hằng 65' |

| Hàn Quốc                                                                                           | 5 – 0   | Myanmar |
| -------------------------------------------------------------------------------------------------- | ------- | ------- |
| Kim Na-rae 13' (ph.đ.) · Kang Yu-Mi 40' · Kwon Eun-Som 59' · Lim Seon-Joo 75' · Kong Hye-Won 90+2' | Báo cáo |         |

### Bảng B
| Đội               | Tr | T | H | B | BT | BB | HS  | Đ  |
| ----------------- | -- | - | - | - | -- | -- | --- | -- |
| Thái Lan          | 4  | 4 | 0 | 0 | 20 | 2  | +18 | 12 |
| Úc                | 4  | 3 | 0 | 1 | 28 | 2  | +18 | 9  |
| Đài Bắc Trung Hoa | 4  | 2 | 0 | 2 | 10 | 6  | +4  | 6  |
| Iran              | 4  | 1 | 0 | 3 | 5  | 16 | −11 | 3  |
| Ấn Độ             | 4  | 0 | 0 | 4 | 1  | 38 | −37 | 0  |

| Đài Bắc Trung Hoa | 0 – 3   | Úc                             |
| ----------------- | ------- | ------------------------------ |
|                   | Báo cáo | Simon 35', 43' · Ella Jade 58' |

| Ấn Độ     | 1 – 4   | Iran                                     |
| --------- | ------- | ---------------------------------------- |
| Dilip 59' | Báo cáo | Parvin 2' · Zahra 26', 90+1' · Shiva 38' |

| Đài Bắc Trung Hoa                    | 2 – 1   | Iran        |
| ------------------------------------ | ------- | ----------- |
| Ngô Thi Bình 17' · Lâm Khải Linh 83' | Báo cáo | Yeganeh 13' |

| Thái Lan                                                                                   | 9 – 0   | Ấn Độ |
| ------------------------------------------------------------------------------------------ | ------- | ----- |
| Dangda 4', 67' · Romyen 11', 21', 71', 85' · Kanokwan 27' · Saengchan 31' · Peanpailun 69' | Báo cáo |       |

| Úc | 18 – 0  | Ấn Độ |
| --- | ------- | ----- |
| Polias 7' · Kerr 9', 14' · Sophie Charlotte 13', 20', 48', 69' · Sykes 22', 27', 37', 43' · Racheal Nicole 33', 52', 79' · Studman 78' · Simon 80' · Karina Lee 83' · van Egmond 90+1' | Báo cáo |       |

| Iran | 0 – 7   | Thái Lan                                                                                      |
| ---- | ------- | --------------------------------------------------------------------------------------------- |
|      | Báo cáo | Peanpailun 15', 39' · Romyen 16', 19' · Taneekarn 44' · Pittayanukulsup 51' · Thongsombut 89' |

| Thái Lan                    | 2 – 1   | Đài Bắc Trung Hoa |
| --------------------------- | ------- | ----------------- |
| Romyen 2' · Thongsombut 79' | Báo cáo | Dư Tú Tinh 28'    |

| Iran | 0 – 6   | Úc                                                                            |
| ---- | ------- | ----------------------------------------------------------------------------- |
|      | Báo cáo | Marianna 5' · Pam Simon 11', 44' · van Egmond 70' · Butt 79' · May Kerr 90+1' |

| Úc         | 1 – 2   | Thái Lan                              |
| ---------- | ------- | ------------------------------------- |
| Nicole 25' | Báo cáo | Thongsombut 27' · Pittayanukulsup 47' |

| Đài Bắc Trung Hoa                                                                        | 7 – 0   | Ấn Độ |
| ---------------------------------------------------------------------------------------- | ------- | ----- |
| Lâm Nhã Hàm 18', 88' · Chen Yen-Ping 19', 57' · Yang Ya-Han 21', 54' · Lâm Khải Linh 63' | Báo cáo |       |

### Xếp hạng đội thứ ba
| Đội               | Tr | T | H | B | BT | BB | HS | Đ |
| ----------------- | -- | - | - | - | -- | -- | -- | - |
| Đài Bắc Trung Hoa | 4  | 2 | 0 | 2 | 10 | 6  | +4 | 6 |
| Myanmar           | 4  | 2 | 0 | 2 | 11 | 11 | 0  | 6 |

Trận đấu của Myanmar với đội xếp cuối là Singapore không được tính.